# Karl Heinrich Wilhelm Völcker
Karl Heinrich Wilhelm Völcker (* 21. Juli 1798 in Lich; † 31. Januar 1841 in Gießen) war ein deutscher Klassischer Philologe und Gymnasiallehrer.

## Leben
Karl Heinrich Wilhelm Völcker war der Sohn des Stiftspredigers Johann Heinrich Völcker († 1810) und der Pfarrerstochter Ernestine geb. Ziehen (* 1779). Sein jüngerer Bruder war der Jurist August Völcker. Völcker studierte an der Universität Gießen Theologie und Philologie. Am 14. Dezember 1818 wurde er zum Dr. phil. promoviert; seine Dissertation Ueber den ungewissen Verfasser des Dialogus de oratoribus schloss er allerdings nicht ab. Im folgenden Jahr 1819 habilitierte er sich an der Universität für Klassische Philologie und hielt seitdem als Privatdozent Vorlesungen.
Noch 1818 trat Völcker in das Großherzogliche Gymnasium zu Gießen ein, wo er als Collaborator, später als ordentlicher Lehrer wirkte. Neben dem Schuldienst und seiner Tätigkeit an der Universität verfasste er wissenschaftliche Arbeiten zur griechischen Mythologie, insbesondere zur geographischen Verortung griechischer Mythen und Kulte. Seine Arbeiten wurden von den Fachkollegen rege diskutiert. Völcker stand lange in brieflichem Kontakt mit Karl Otfried Müller und Friedrich Gottlieb Welcker.
Völckers Arbeit wurde von einer langwierigen Lungenerkrankung beeinträchtigt, wegen der er am 11. März 1831 in den Ruhestand versetzt wurde. Einige Jahre später gründete er eine Privatschule, an der unter anderem Gustav Baur unterrichtete. Nach Völckers Tod im Alter von 42 Jahren leitete Baur diese Schule bis zum Ende des laufenden Schuljahres und löste sie dann auf.

## Schriften (Auswahl)
- Die Mythologie des Japetischen Geschlechtes, oder der Sündenfall der Menschen nach griechischen Mythen. Gießen 1824
- Über die Bedeutung von Ψυχή und Εἴδωλον in der Ilias und Odyssee, als Beitrag zu der Homerischen Psychologie. Gießen 1825 (Schulprogramm)
- Über homerische Geographie und Weltkunde. Hannover 1830
- Mythische Geographie der Griechen und Römer. Erster Theil, Leipzig 1832 (mehr nicht erschienen)
- Ueber Spuren ausländischer, nichthellenischer, Götterkulte bey Homer. In: Rheinisches Museum für Philologie. Band 1,2 (1832), S. 191–217